# Shire of Wyalkatchem
Shire of Wyalkatchem is een lokaal bestuursgebied (LGA) in de regio Wheatbelt in West-Australië.

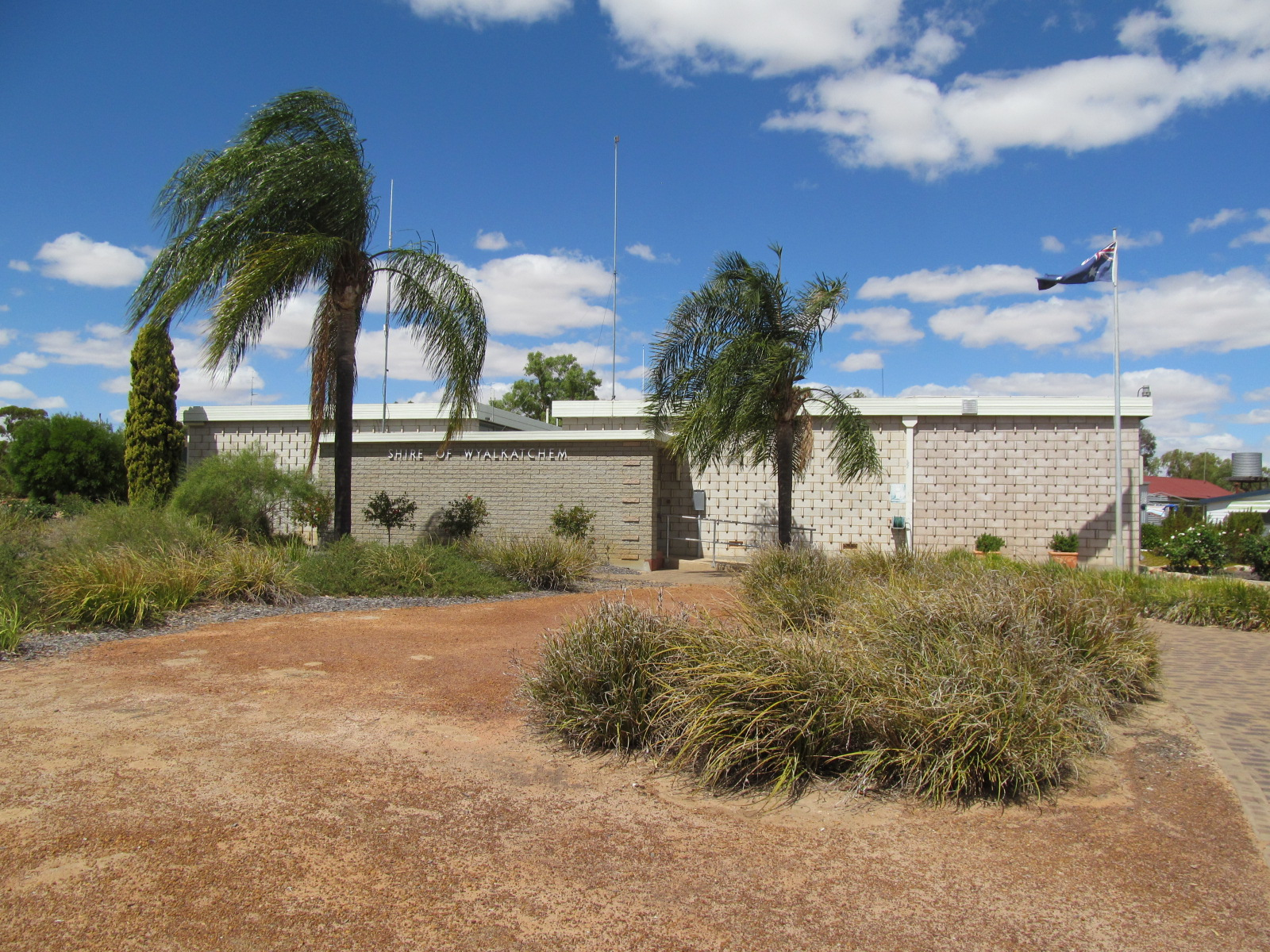
Districtsgebouw (2013)

## Geschiedenis
Op 18 juni 1920 werd het Wyalkatchem Road District opgericht. Ten gevolge van de Local Government Act van 1960 veranderde het district op 23 juni 1961 van naam en werd de Shire of Wyalkatchem.

## Beschrijving
Shire of Wyalkatchem is een landbouwdistrict in de regio Wheatbelt in West-Australië. Er worden voornamelijk schapen en granen geteeld. Er is een gipsmijn actief en er wordt industrieel zout geproduceerd. Het district heeft een bibliotheek, zwembad, airstrip, recreatiecentrum en verscheidene sportfaciliteiten.
Tijdens de volkstelling van 2021 telde Shire of Wyalkatchem 470 inwoners. Iets meer dan 5 % van de bevolking gaf aan van inheemse afkomst te zijn. De hoofdplaats is Wyalkatchem.

## Plaatsen, dorpen en lokaliteiten
- Wyalkatchem
- Benjaberring
- Cowcowing
- Korrelocking
- Nembudding

## Bevolkingsevolutie
| Jaar | Bevolkingsaantal |
| ---- | ---------------- |
| 1921 | 1.218            |
| 1933 | 1.533            |
| 1947 | 1.094            |
| 1954 | 1.235            |
| 1961 | 1.383            |
| 1966 | 1252             |
| 1971 | 1.113            |
| 1976 | 1.005            |
| 1981 | 954              |
| 1986 | 786              |
| 1991 | 704              |
| 1996 | 628              |
| 2001 | 661              |
| 2006 | 564              |
| 2011 | 523              |
| 2016 | 516              |
| 2021 | 470              |